# Euproctis euproctiformis
Euproctis euproctiformis är en fjärilsart som beskrevs av Embrik Strand 1915. Euproctis euproctiformis ingår i släktet Euproctis och familjen tofsspinnare. Inga underarter finns listade i Catalogue of Life.